# Kaech'ŏn
Kaech'ŏn (개천시?, 价川市?, Kaech'ŏn-siLR) è una città della Corea del Nord situata nella provincia del Pyongan Meridionale. Secondo il censimento del 2008 la popolazione ammonta a 319 554 abitanti.

## Geografia fisica
Il territorio della città sorge tra il fiume Ch'ŏngch'ŏn e il fiume Taedong.

## Campi di prigionia
Nei pressi della città sorgono due campi di concentramento utilizzati dal governo della Corea del Nord per internare sia prigionieri politici che criminali comuni. 
- Il campo n.1 (39°42′29″N 125°55′23″E), situato ad est rispetto all'abitato cittadino, è una struttura di reclusione e lavori forzati (Kyo-hwa-so in coreano, ovvero "campo di rieducazione") all'interno della quale vengono rinchiusi sia criminali comuni che dissidenti politici[2].
- Il campo n.14 (39°34′16″N 126°03′20″E) sorge vicino alle rive del fiume Taedong ed è una colonia penale (kwan-li-so in lingua coreana) con la  funzione di recludere i prigionieri politici ovvero tutti coloro che hanno espresso forme di dissenso con la linea dettata dal regime. I reclusi di questo campo sono condannati ai lavori forzati a vita e non hanno possibilità di essere rilasciati[3]. L'esistenza di questa struttura detentiva è stata confermata dalla testimonianza di Shin Dong-hyuk, prigioniero nato nel campo n.14 e unica persona ad essere riuscita ad evadere dalla struttura[4].